# 丘巴 (印第安納州)
丘巴（英語：Cuba）是位於美國印地安納州艾倫縣的一個非建制地區。該地的面積和人口皆未知。

## 地理
丘巴的座標為41°11′08″N 84°56′19″W / 41.18556°N 84.93861°W，而該地的平均海拔高度為238米（即781英尺）。